# Memoria visual de una nación
Memoria visual de una nación es un mural realizado por el pintor chileno Mario Toral, de 1200 metros cuadrados, temáticamente dividido en dos partes: Pasado y Presente, que corresponden a los sectores oriente y poniente de la estación Universidad de Chile a nivel de los andenes, separados por la mesanina. La gran pieza pictórica recrea como una «verdadera narración visual» la historia general de Chile, rescatando sus hitos más significativos desde la mirada del artista, quien desarrolla una obra heredera de la tradición muralística latinoamericana, fundada en el México de comienzos del siglo XX.
En 2011, la editorial de viajes turísticos Lonely Planet nombró a la estación Universidad de Chile una de las 10 «más artísticas del mundo», siendo la única seleccionada de Latinoamérica.

## Proyecto MetroArte
La materialización de Memoria visual de una nación surge a través de la iniciativa MetroArte, la corporación cultural de Metro S.A. que promueve las instalaciones de obras de gran formato en las estaciones del metro de Santiago. Tras su fundación en 1993, se invitó «a los artistas más representativos del país a crear propuestas que permitan enriquecer, a través del arte, los espacios públicos que se ubican en las estaciones del Metro». Interior urbano, del artista Hernán Miranda, fue la primera en ser inaugurada, en 1993.
Ese mismo año, Mario Toral, mientras residía en Nueva York, fue invitado por MetroArte para crear un mural en la estación Universidad de Chile. Como comenta el pintor, tuvo una inmediata fijación «en la Historia de Chile como tema». «Era una manera de reencontrarme con mis raíces después de estar tanto tiempo ausente, (como) también de narrarla de una manera que todos nos viéramos representados en ella», explicó.

Investigué dos años, viajando por el país, leyendo y entrevistando a historiadores, poetas y representantes de nuestros pueblos originarios. Después de eso, entre 1995 y 1998, trabajé en los talleres de Neptuno, donde se construyó una estructura metálica que replicaba a la estación de la Universidad de Chile y los 1.200 metros cuadrados que iba a pintar.
Mario Toral.

## Obra

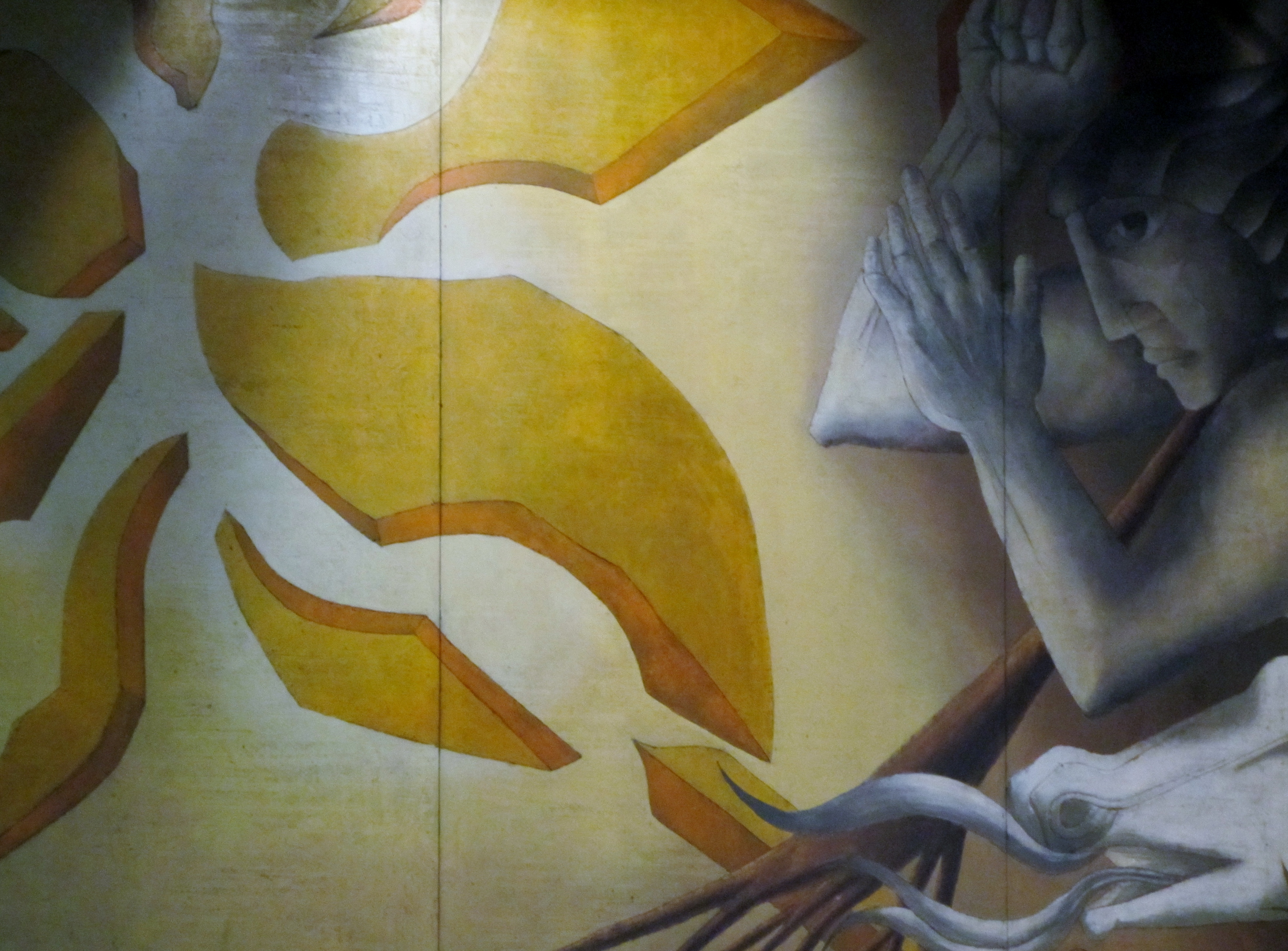
El Dios de la Guerra.

La obra, dividida temáticamente en Pasado y Presente está compuesta por una serie de murales ubicados sobre las bocas de los túneles, en las paredes de ambos andenes y en el muro a los pies de las escaleras. Los paneles del Pasado ocupan el sector oriente, mientras que en el poniente están los del Presente; estos sectores están separados por la mesanina y cada uno tiene 600 m² de pinturas. Los del primer sector (Pasado) son Antiguos pobladores (andén norte), El encuentro (sobre la boca del túnel) y La conquista (andén sur), además de la Adoración del canelo (NE) y Crucifixión (SE), en los muros al final de las escaleras. Corresponden al segundo sector (Presente) Tributo a nuestro océano (sobre la boca del túnel) Homenaje a la poesía (SW) y Los conflictos (NW), y en los muros al pie de las escaleras Arturo Prat (NW) e Isla de Pascua (SW). 
Los paneles sobre los túneles y en las paredes de los andenes tienen cada uno varias escenas y frisos, mientras que los de las escaleras solo una, relacionada con el tema del mural del andén más cercano (es decir, Arturo Prat con Los conflictos; Isla de Pascua complemento de Homenaje a la poesía; Crucifixión con La conquista; y Adoración del canelo con Antiguos pobladores).
Los paneles del Pasado fueron inaugurados el 25 de mayo de 1996. Los ayudantes de Toral en esta primera etapa fueron Boris Parra, Manuel Pérez y Francisca Toral. El Presente se inauguró el 12 de junio de 1999 y colaboraron con el pintor Boris Parra, Manuel Pérez, Gloria Fierro y Mario Paublo.
Según la crítica, Memoria visual de una nación es una narración pictórica, que puede ser leída como un texto que «recompone un relato de la identidad chilena a partir de imágenes de determinados hechos históricos, geografía y personajes (presidentes y poetas) que recorrerían el trayecto de la nación, desde sus orígenes hasta el presente, desde el pasado prehispánico, pasando por la violencia de la conquista, la constitución del Estado republicano, hasta la máxima expresión de la modernidad urbana que representaría el espacio en el que está inserta: el Metro de Santiago».

Mi propósito con esta obra es que nuestro país entre en el mundo moderno sin perder su identidad y su propia mirada. Que también escuchemos en medio de las voces internacionales, a las voces más silenciosas de nuestras tradiciones, de nuestros mitos y leyendas y de la idiosincrasia de nuestro pueblo.
Mario Toral, 1996.

### Paneles
| Parte                            | Panel                        | Foto | Escenas |
| -------------------------------- | ---------------------------- | ---- | --- |
| Pasado (1996, sector oriente)    | Antiguos pobladores (N)      |      | Representación de la fecundidad, símbolo del nacimiento de América (centro); Creación del mundo según la mitología mapuche (derecha), Muestras de la vida natural de los indígenas (izquierda). |
| Pasado (1996, sector oriente)    | Adoración del canelo (N)     |      | Un mapuche de rodillas ante la rama de su árbol sagrado, el canelo, ensartada en un corazón de animal. |
| Pasado (1996, sector oriente)    | El encuentro (E)             |      | Un mapuche joven mira hacia sus ancestros, mitos y modos de vida (izquierda); El sol desmembrado que anuncia la tragedia (centro); a la derecha, avanza el Dios de la Guerra con el puño en alto y abajo de este los caballos y yelmos de los conquistadores. |
| Pasado (1996, sector oriente)    | La conquista (S)             |      | Galvarino (centro), Caupolicán en el suplicio de la pica (derecha), Batalla entre españoles y mapuches (izquierdas). |
| Pasado (1996, sector oriente)    | Crucifixión (S)              |      | La cruz con la que llegaron los conquistadores; la Crucifixión sobre las montañas; abajo, al fondo, el arcoíris de la esperanza. |
| Presente (1999, sector poniente) | Los conflictos               |      | En la foto: Fusilamiento de Portales; Vida y muerte en las minas de carbón; y Masacre en la escuela Santa María de Iquique (friso bajo las dos escenas precedentes); a estas tres pinturas siguen: Suicidio de Balmaceda; Ley Maldita Bombardeo de La Moneda; bajo este: Martirio de Rodrigo Rojas y Carmen Gloria Quintana (friso), Matanza del Seguro Obrero; Capitán Popper, cazador de onas (friso). |
| Presente (1999, sector poniente) | Arturo Prat (N)              |      | «...Dios nos guía y lo que sucedes es siempre lo mejor que pueda suceder» (de una carta a su esposa). |
| Presente (1999, sector poniente) | Tributo a nuestro océano (W) |      | Mascarón; caracolas. |
| Presente (1999, sector poniente) | Homenaje a la poesía (S)     |      | Simbología de los cuatro grandes de la poesía chilena: De Rokha, Huidobro, Mistral y Neruda. |
| Presente (1999, sector poniente) | Isla de Pascua (S)           |      | El nadador con el huevo del pájaro manutara. |

## Descripción
Los murales tienen notas con explicaciones del mismo Toral, que han sido colocadas en unas especies de pizarras en la estación, con pequeñas fotos de los paneles y de sus escenas, para que el pasajero interesado se pueda orientar en las pinturas y su significado (el texto que sigue está basado en dichas notas y los entrecomillados en esta sección son citas de ellas).
En el centro de los Antiguos pobladores, homenaje a los indígenas que habitaban el territorio de lo que hoy es Chile, hay una representación de la fecundidad, "imagen repetida" en las culturas de Mesoamérica y el Imperio incaico, que simboliza "el  nacimiento de América, homenaje a la continuidad de la vida"; la calavera con alas que está abajo es "representación mitológica, del sur de Chile, sobre la muerte. La imagen de la mujer pariendo, que a veces es representada por un hombre, tiene rayos o formas diagonales que organizan la composición de este panel". 

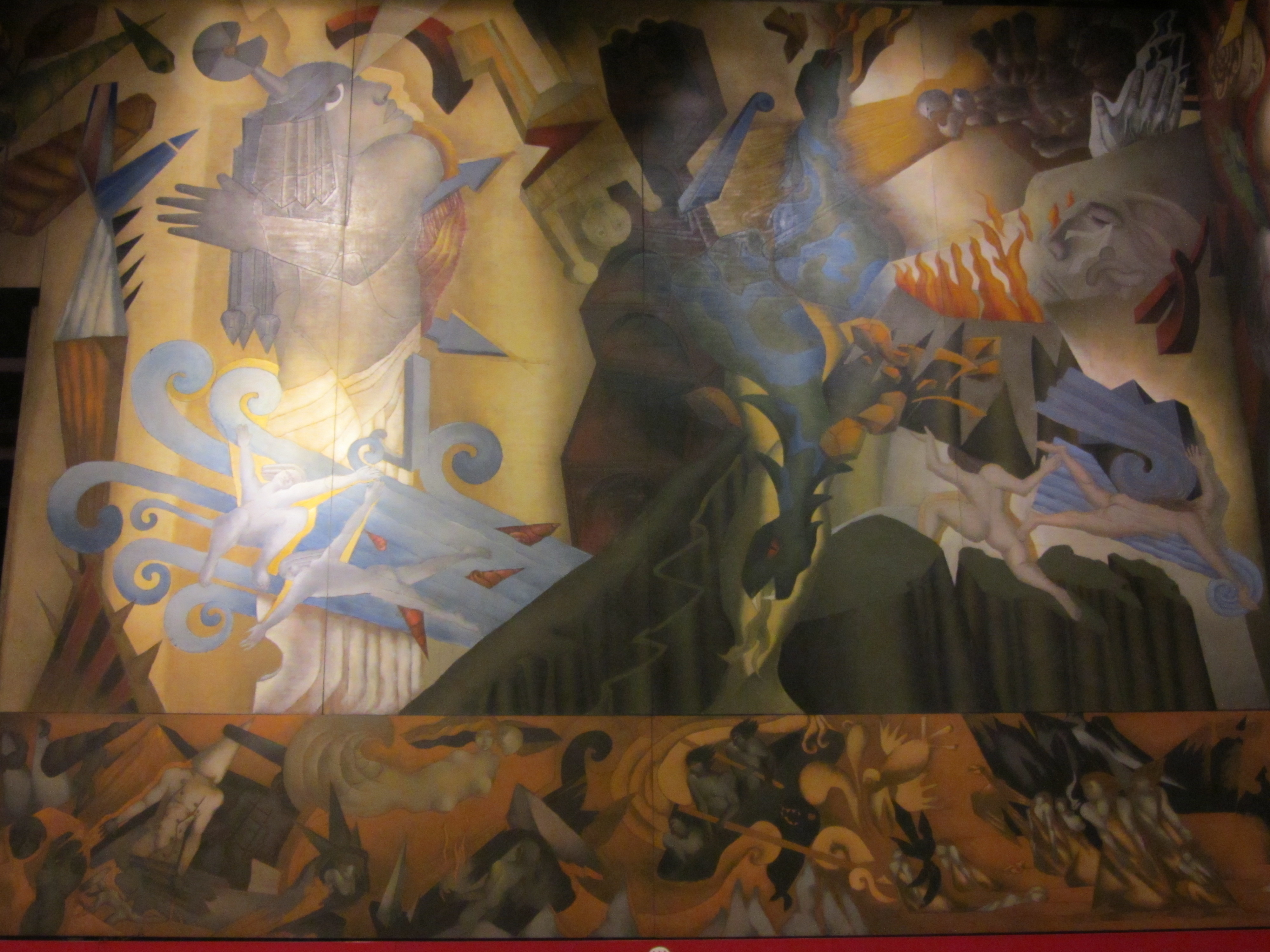
Creación del mundo según la mitología mapuche

En su extremo derecho, la creación del mundo que, según señala Toral, la mitología mapuche considera obra de dos serpientes: Mai-Mai y Ten-Ten, que también lo destruyeron. La cabeza es la de Pillán dios de los volcanes y del fuego, deidad "benevolente que protege a los hombres". El ave de piedra es un choroy, 'que con su aparición marca el cambio de las estaciones'; se pueden ver también un rehue o tótem mapuche, con sus siete peldaños para subir al cielo y una figura de piedra que representa al guerrero araucano, puesto que la guerra es "la actividad más noble de la raza". "Lleva una representación de la clava, objeto de hueso o piedra, símbolo de la investidura del toqui o jefe; hay asimismo escenas de la vida cotidiana, cuerpos en un río, cactus, conchas. Hacia el centro, arriba, una mujer mapuche juega con sus trenzas y una flor. Un cántaro de greda con cabeza de pájaro como ejemplo de la alfarería diaguita".
A la izquierda de la diosa pariendo, una pintura sobre la vida de los indígenas, la caza, la pesca. Al final, "los conflictos por los espacios de la caza, pesca, recolección de piñones, que terminan en la guerra. Un cuerpo clavado con flechas, un muerto ya hecho carroña que devora un ave de rapiña".
Este panel tiene frisos que describen la vida de los onas y alacalufes; se muestra la mujer-pez y las "extrañas pinturas corporales y las fogatas donde sancochaban sus alimentos y se calentaban, lo que hizo a la expedición de Magallanes llamas a estos lugares Tierra del Fuego".
El friso central ilustra la importancia de la araucaria y su fruto, el piñón, como alimento de los mapuches. Una machi o chamán y el resultado de sus maleficios: cuerpos contrahechos, habilidad de causar dolor físico.
El friso del extremo izquierdo es un homenaje a la tradición oral mapuche y diaguita con dos epigramas mapuches —Las piedras y el piñón, las estrellas y el viento son gente de antes; Ahora di con firmeza, yo el hombre, aún permanezco— y uno diaguita: Es la guerra; es un arcoíris negro que avanza.
La Adoración del canelo muestra una clava magnificada con relieves y figuras humanas en dirección radial; un joven reza de rodillas frente a la rama del canelo, árbol sagrado de los mapuches, ensartada en un corazón de animal. 
Sobre El encuentro, Toral explica: "Un gran sol desmembrado anuncia la tragedia de la guerra por venir, guerra que se extenderá hasta avanzada la República. Un mapuche joven, un mocetón, dirige su mirada hacia sus ancestros, sus mitos y modos de vida. A sus pies está el cultrún, tambor sagrado. Los rodean los símbolos de su raza, las dos serpientes, el cetro de mando, las máscaras talladas. Al otro lado viene el Dios de la Guerra con el puño levantado. Los yelmos, las lanzas y los caballos de los conquistadores".

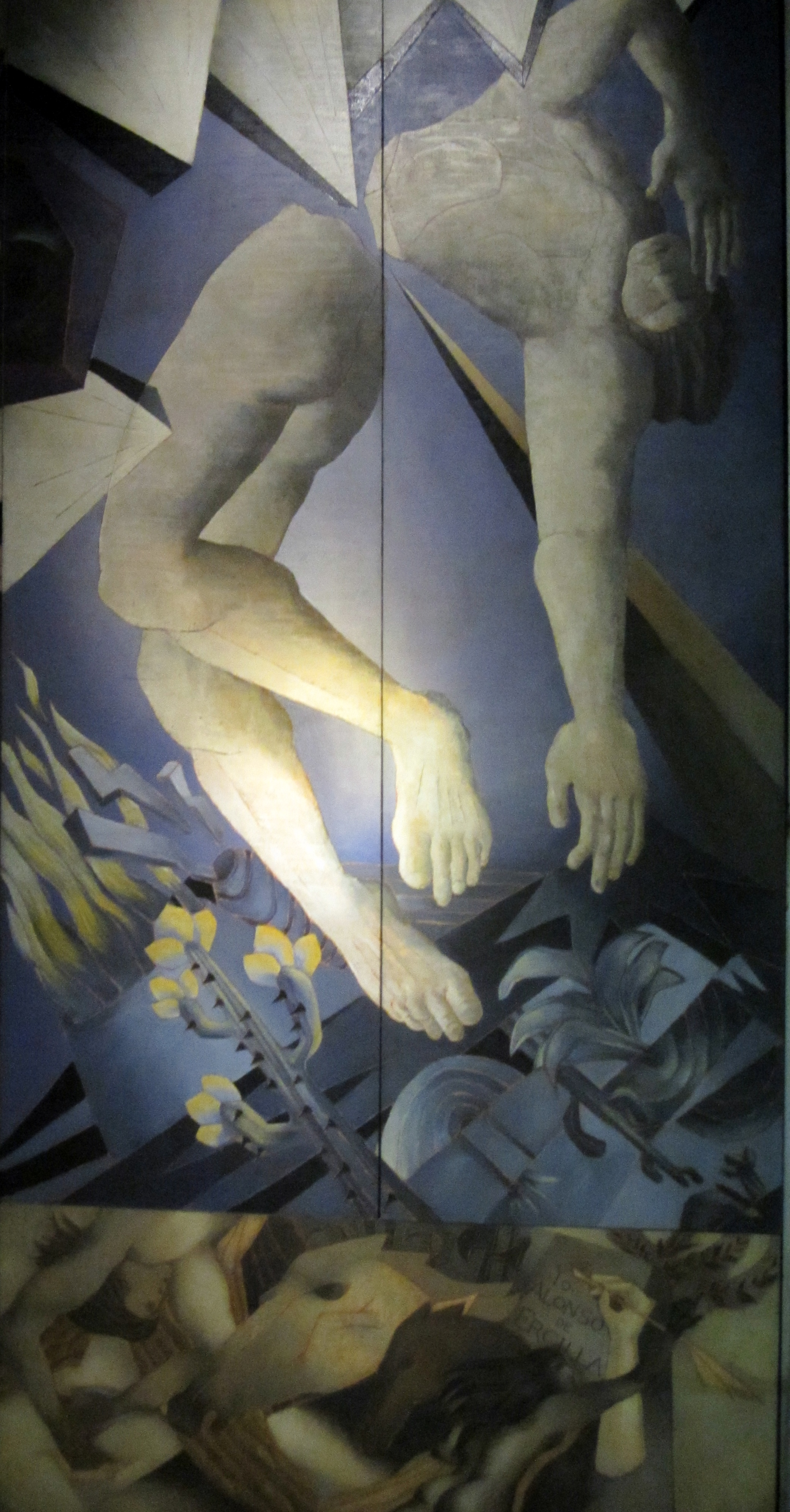
Caupolicán en el suplicio de la pica

La conquista posee una composición similar al panel Antiguos pobladores; en el centro, aparece Galvarino a caballo con los brazos cortados. "De sus muñones cae sangre que riega la tierra y hacer brotar una planta. Una antorcha simbolizando la libertad se confunde con el sol. Un rehue, de cuyo rostro brotan lágrimas, representa el fin de un género de vida". Debajo de Galvarino hay un árbol de pergaminos con personalidades de la historia de Chile: Bernardo O'Higgins, Pedro de Valdivia, Camilo Henríquez, José Miguel Carrera, Galvarino, Lautaro, Inés de Suárez, José Gil de Castro, Manuel Rodríguez, Fresia, Caupolicán.
En el extremo derecho, Caupolicán sufre el suplicio de la pica, entre el paisaje árido de volcanes y cactus; en el friso bajo este, caballos, araucanos y una mano que escribe: «Yo Alonso de Ercilla», porque, como explica Toral, "las páginas de La Araucana han inspirado estos murales".
Al lado izquierdo, una batalla entre mapuches y españoles. "Cañones, perros, el caballo, la pólvora, el hierro de las lanzas de los conquistadores. Las flechas y mazas de los mapuches, atacando emboscados desde la sombra". El friso debajo de la batalla simboliza el poderío del imperio español, los blasones de Castilla, León y de los Habsburgos. En el centro, el padre Luis de Valdivia ayuda a un indio herido. Dos armaduras, en sentido inverso, representan con la cruz y la espada la duplicidad de la política de los conquistadores. En un pergamino, el comienzo del canto primero de La Araucana: «No las damas, amor, no gentileza…» Un sol negro está al centro de la composición.
En Crucifixión, una imagen de Cristo crucificado flota sobre las montañas del nuevo continente; "el idioma, la religión y el cruce de dos razas dan origen a un nuevo pueblo y a una nueva cultura. Un arcoiris simbiliza un futuro basado en la justicia social".
El texto que hay en la estación sobre Los conflictos prácticamente no contiene explicaciones de su simbología, pero sí de los acontecimientos históricos que refleja. Toral, que advierte que por razones estéticas los episodios no están en orden cronológico, confiesa que presenta escenas que hubiera preferido no tener que pintar, acontecimientos sangrientos que han dividido a los chilenos; pero el artista considera que su "deber moral recordarlas y hacerlas presentes" para contribuir a no repetir los errores del pasado.
A la izquierda Toral comienza con un episodio de 1837, el asesinato de Diego Portales; salta en la escena siguiente a la vida y muerte en las minas de carbón; bajo estas pinturas, un friso con la matanza de la Escuela Santa María de Iquique (1907); arriba, continuando hacia la derecha, el suicidio de Balmaceda (1891); el bombardeo de La Moneda (1973); el friso con el martirio de Rodrigo Rojas y Carmen Gloria Quintana, la Ley Maldita (1948, arriba); Matanza del Seguro Obrero; Capitán Popper, cazador de onas (friso).

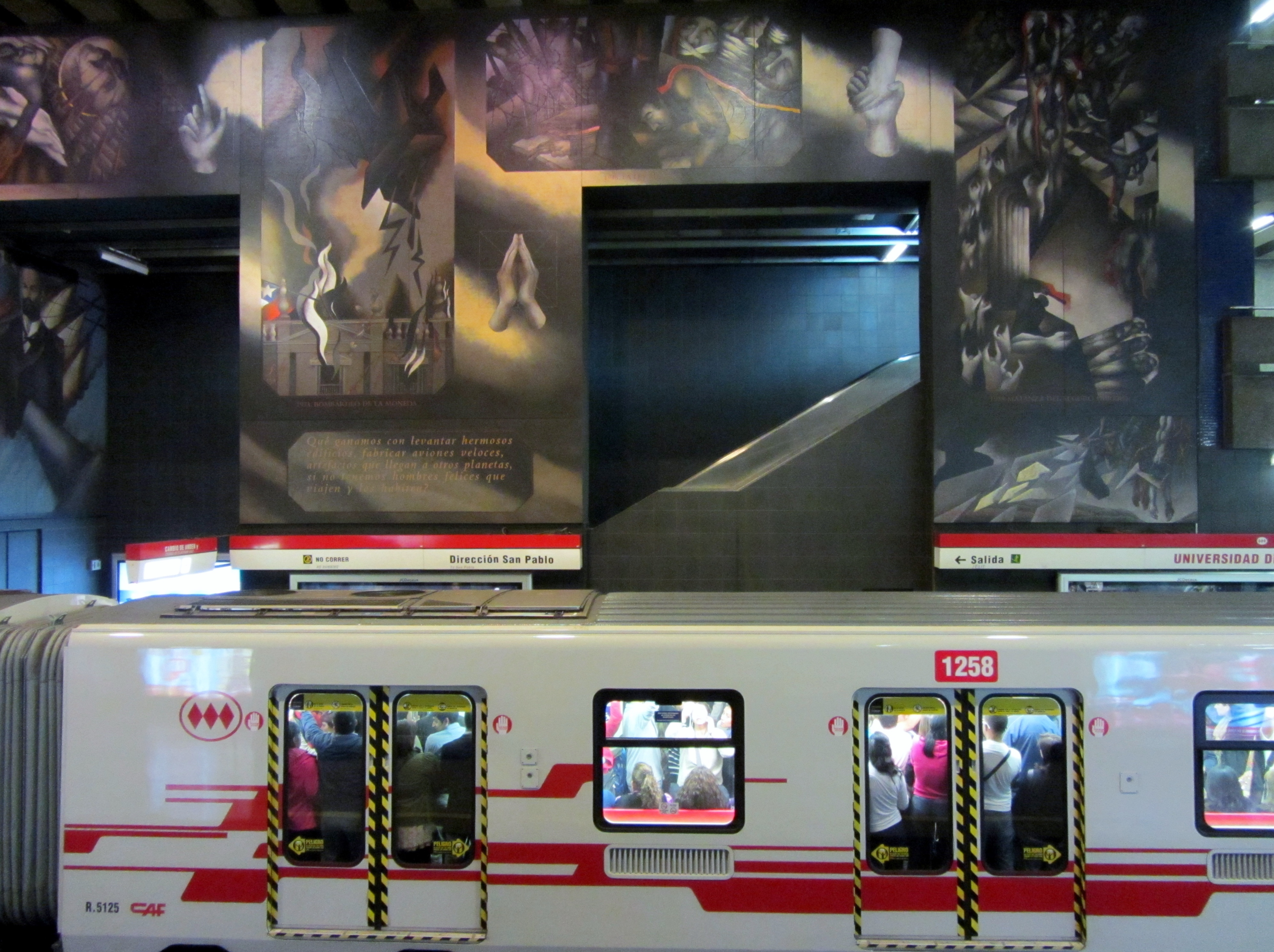
Fragmento de Los conflictos con el antiguo friso citando a Brecht

El friso bajo la escena del bombardeo del palacio presidencial tiene una historia especial: el episodio vivido por Quintana y Rojas —quemados por una patrulla militar en 1986— que Toral quería poner allí, fue censurado, y en su lugar se pintó un texto de Bertolt Brecht: ¿Qué ganamos con levantar hermosos edificios, fabricar aviones veloces, artefactos que llegan a otros planetas, si no tenemos hombres felices que viajen y los habiten? Dieciséis años después de la inauguración del mural, el 13 de diciembre de 2015, el friso original ocupó el lugar que le correspondía.
La pintura Arturo Prat rememora "la gloriosa hazaña" de combate de la Esmeralda, el 21 de mayo de 1879. "Desde ese día entra a la historia de nuestro país como el héroe por antomonasia, respaldado por una vida ejemplar como padre de familia y defensor de los principios que juró respetar", escribe Toral.
Para su Homenaje a la poesía Toral dice que seleccionó a cuatro escritores "cuya obra alcanza hondas repercusiones en el alma de los chilenos: Pablo Neruda, con su visión total del hombre latinoamericanao, Vicente Huidobro por su vuelo multifacético y la novedad de su palabara, Gabriela Mistral por sus sabor a tierra antigua y contenedora en su obra de los sentimientos más básicos y constantes de la naturaleza humana, y finalmente, a Pablo de Rokha, Vulcano estruendoso, súmmum de la chilenidad".
Señala Toral que ha representado la voz de estos escritores encontrando paralelos de sus poemas con su obra visual como pintor: "Un árbol hunde sus raíces en la tierra, se transforma en piedras; a tavés de resquicios acechan rostros humanos (Torres de Babel). Prometeo roba el fuego de los dioses e ilumina a los cuerpos que se liberan de la materia (Mujeres y piedras). Sobre el mundo flotan cubos transparentes de rostros inexpresivos, cautivos del progreso material (El mundo del futuro). Icaro cae al mar Egeo al derretirse sus alas por su deseo de llegar al sol (Prisioneras de piedra y gente en lucha)".
Además, quiso que estuvieran presentes también la poesía popular y el folklore. "El alma del pueblo que se hace cuerpo en la arcilla moldeada por manos campesinas en Pomaire y Quinchamalí, cerámica con oloor a humo que represnta a los animales del campo con sus atributos físicos bien observados y decorados con la filigrana de sus diseños blancos. La vitalidad auténtica de la provincia, que converva mejor sus tradiciones que los citadinos, encuentra su máximo representante en la figura de Violeta Parra, que en sus canciones, poesías y tapices rescata un mundo de tradiciones olvidadas".

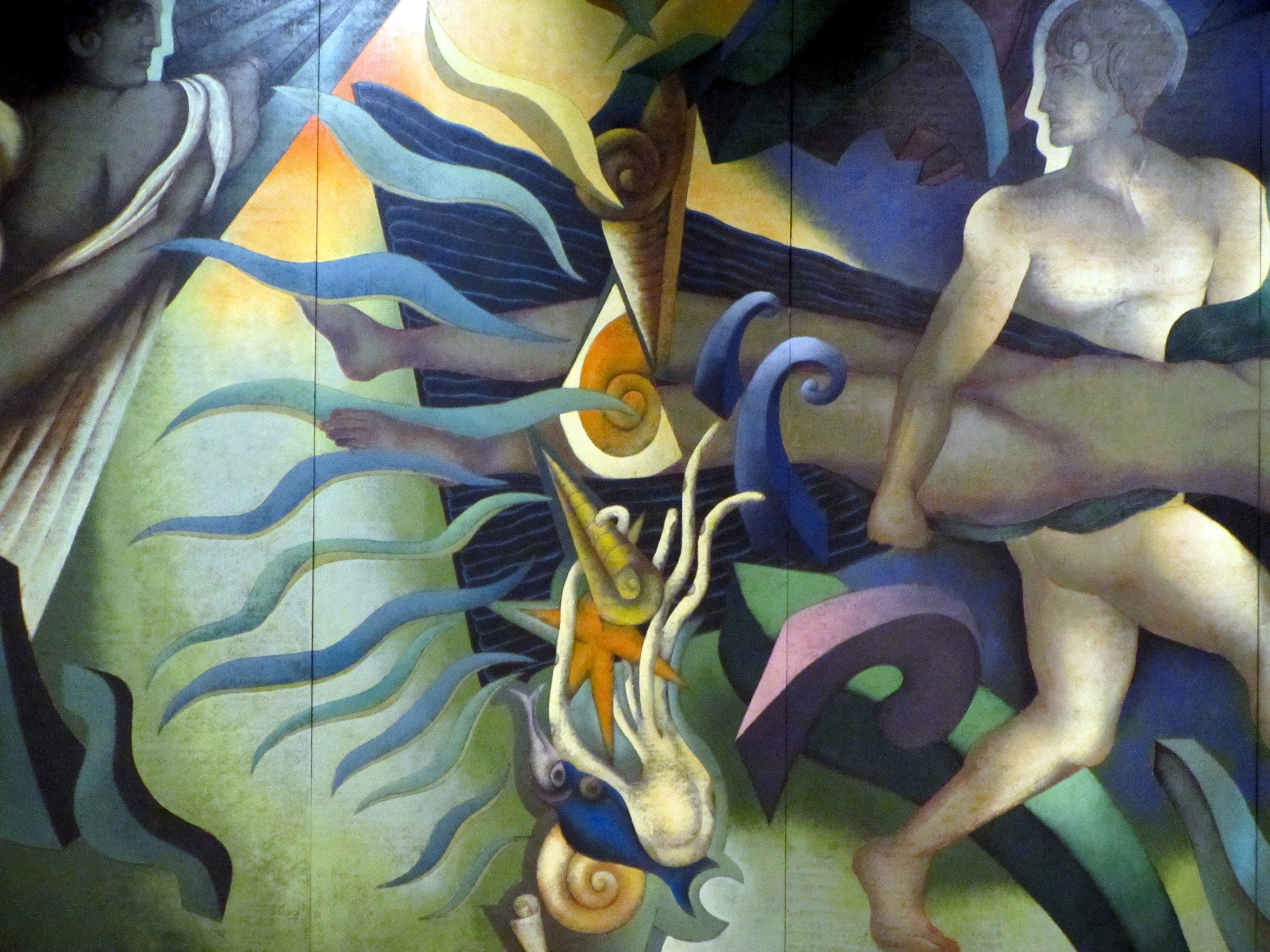
Tributo a nuestro océano

El friso con "flores, plantas y una figura de brazos abiertos quiere simbolizar esa admiración que ojalá se manifestar en respeto por la convervaciones de nuestro patrimonio natural de árboles, lagos, ríos y océano".
Isla de Pascua, "una puerta hacia otras culturas diferentes de las del mundo occidental", complementa el panel anterior. La escena representa el momento en que el nadador llega, salvando la distancia de dos kilómetros, al islote de Motu Nui y, siendo el primero en coger el huevo del pájaro manutara, otorga al jefe de su clan el don de gobierno de la isla por un año.
En el Tributo a nuestro océano Toral pintó un mascarón de proa que corta las olas azules del Pacífico. "Su líquida presencia baña desde los hielos de los glaciares de Tierra del Fuego hasta los desiertos del Norte, dando origen a leyendas de sirenas, barcos fantasmas y algas de poderes milagrosos. Una torre construida de moslucos y caracolas simboliza nuestra vocación marítima, así como la inagotable fuente de riqueza que contiene el océano si respetamos los sabios ciclos de la naturaleza", explica el artista.

## Nominación de Lonely Planet
En septiembre de 2011, la editorial de viajes turísticos Lonely Planet seleccionó a la estación Universidad de Chile en el listado de las 10 estaciones «más artísticas del mundo», siendo la única mencionada de Latinoamérica en un ranking liderado por la estación Kíyevskaya  del Metro de Moscú.
En la reseña presentada por Lonely Planet se justifica la elección de la estación latinoamericana destacando la presencia de la obra de Toral, definida «en un estilo heroico grandioso, que remite al arte soviético o al cine art déco, pero que consigue plasmar todo el dolor del pasado chileno -torturas, miedo, represión-, junto a los momentos más álgidos».